# Tiburón (novela)
Tiburón (título original: Jaws, traducido al español como Fauces o Mandíbulas) es una novela de Peter Benchley publicada en 1973. Cuenta la historia de los ataques de un enorme tiburón blanco a los bañistas de una pequeña y turística localidad costera y los intentos de tres hombres por darle caza. 
La editorial Doubleday le encargó escribir la novela, que fue leída antes de su publicación por los productores de cine Richard D. Zanuck y David Brown. A ambos les encantó la historia y compraron sus derechos cinematográficos, lo que ayudó a que las ventas de la novela fueran un éxito a partir de su publicación en febrero de 1973 y a que permaneciera en la lista de los libros más vendidos durante 44 semanas.Fue tan popular que fue el libro más vendido del 1974 a nivel mundial.
Su adaptación al cine fue dirigida por Steven Spielberg y se estrenó en junio de 1975. La película omitió algunas de las subtramas presentes en la novela y centró su atención en el tiburón asesino. La película obtuvo un éxito de crítica y público clamoroso, pues fue la más taquillera de la historia hasta ese momento, y se considera que marcó un antes y un después en la historia del cine como prototipo de los superéxitos cinematográficos veraniegos.

## Obras predecesoras a la novela
Los tiburones no han sido especialmente habituales en la literatura, aunque antes de protagonizar la novela de Benchley, ya habían aparecido en ciertas narraciones, algunas convertidas en clásicos populares, como por ejemplo Moby Dick (1851), de Herman Melville, Veinte mil leguas de viaje submarino (1867) de Julio Verne, y El viejo y el mar (1952), de Ernest Hemingway, las cuales constituyen la presencia de escualos.
Moby Dick es una clara predecesora de la obra de Brenchley, ya que cuenta con un leviatán asesino (un cachalote) y por presentar a personajes que han influido a personajes de Tiburón, sobre todo al del pescador Quint. Moby Dick presenta además un capítulo, el 65, titulado Matanza de tiburones, que influye directamente en un pasaje de la novela de Benchley, quien explica lo que puede ocurrir tras la captura de un cachalote.

[...] se congregan en torno al cadáver sujeto de tales enjambres de tiburones que si se le dejara así, digamos, durante seis horas seguidas, por la mañana no se encontrarían más que el esqueleto de la ballena [...]. En el caso de los tiburones del Pequod no sucedió de este modo, aunque cualquiera que, poco acostumbrado a estos espectáculos, hubiera mirado aquella noche por encima de la borda, hubiera podido considerar el mar como un gran queso y aquellos animales pululantes los gusanos del mismo. [...]

[...] los dos marineros se entregaron a una continuada matanza de tiburones con sus 'azadones balleneros', al clavarles en el cráneo profundamente la hoja acerada. Tal punto, al parecer, es su único punto venerable. Mas entre la espuma confusa que producían los animales al luchar, no siempre acertaban a darles en el sitio mortal, y ello producía nuevas muestras de la increíble ferocidad de aquellos seres. Mordían traidoramente no sólo las entrañas de sus semejantes despanzurrados sino que, doblándose como arcos flexibles, se mordían las propias, y así, parecía que se les tragaba indefinidamente, cada vez que les salían por la herida del vientre [...]

Aunque su influencia en la novela y en los personajes es mínima, también se recoge cierta conexión con Samuel Taylor Coleridge y su famosa Balada del viejo marinero, sobre todo en la concepción del océano como un lugar legendario y aterrador, donde casi todo puede ocurrir.
Todo ello fue recogido en formato de novela pulp y de consumo masivo por Benchley, pero tomando como único protagonista al escualo, abandonando su papel secundario en la literatura y enfatizando su carácter de depredador capaz de convertir un fondo de vacaciones marítimas en su coto de caza alimenticio.

## Inspiración de la novela
La novela presenta una serie de bases fácticas en torno a los mitos y circunstancias que han rodeado a los escualos y su peculiar relación con el género humano. En primer lugar, la antigüedad de estos seres, que son supervivientes de épocas primitivas. En segundo lugar y a consecuencia de esto se tiene una base legendaria integrada en la mitología marina. Todo ello forma un conglomerado en el que Peter Benchley basara el potencial de su obra.
Pero los hechos reales que más influyeron fueron los que han producido bajas en bañistas y civiles cerca de las costas. El más famoso de estos hechos fue la serie de muertes ocurridas en Nueva Jersey durante el verano de 1916, en la que murieron cuatro personas en solo doce días y las hazañas del cazatiburones Frank Mundus.El libro fue inspirado mucho por el trabajo de Mundus. 
Estos sucesos tuvieron una enorme repercusión en la prensa y generaron un numeroso voluntariado de cazadores que acudieron al lugar para acabar con el presunto tiburón, elemento que fue utilizado por Benchley. Además, la zona sufrió un gran daño económico, al cancelarse hospedajes de vacaciones por valor de más de un millón de dólares. Las cacerías con dinamita y por métodos de pesca dieron sus frutos con varios escualos muertos.
Hay otra serie de ataques de tiburones que también influyeron de manera directa en Benchley, ocurridos entre 1930 y 1975.